# Reese Hanneman
Reese Hanneman (* 25. Dezember 1989 in Fairbanks) ist ein ehemaliger US-amerikanischer Skilangläufer.

## Werdegang
Hanneman startete international erstmals bei den Nordischen Junioren-Skiweltmeisterschaften 2008 in Mals und belegte dabei den 92. Platz über 10 km klassisch und den 77. Rang im Sprint. Im November 2008 lief er in West Yellowstone erstmals bei der US Super Tour und errang dabei den 20. Platz über 15 km klassisch. Sein Debüt im Skilanglauf-Weltcup hatte er im Februar 2010 in Canmore, welches auf dem 70. Platz im Sprint beendete. Bei den U23-Weltmeisterschaften 2011 in Otepää kam er auf den 24. Platz im Sprint und bei den U23-Weltmeisterschaften 2012 in Erzurum auf den 33. Platz im Sprint. Zu Beginn der Saison 2012/13 holte er im Sprint in Bozeman seinen ersten Sieg bei der US Super Tour. Es folgten zwei Podestplatzierungen und zum Saisonende der fünfte Gesamtrang. In der folgenden Saison gewann er mit acht Top-Zehn-Platzierungen die Gesamtwertung der US Super Tour. Beim Weltcupfinale in Falun errang er den 37. Platz und erreichte dabei mit dem 31. Platz im Sprint seine beste Platzierung im Weltcupeinzel. Nach Platz 92 bei der Lillehammer Tour zu Beginn der Saison 2014/15 kam er bei der US Super Tour achtmal unter die ersten Zehn und erreichte damit den sechsten Platz in der Gesamtwertung der US Super Tour. In der Saison 2015/16 erreichte er mit vier zweiten und einen ersten Platz den fünften Platz in der US Super Tour Gesamtwertung. In der Saison 2017/18 lief er bei den Olympischen Winterspielen 2018 in Pyeongchang auf den 14. Platz mit der Staffel und startete in Drammen letztmals im Weltcup, wobei er den 56. Platz im Sprint errang.
Sein Bruder Logan ist ebenfalls im Skilanglauf aktiv.

## Siege bei Continental-Cup-Rennen
| Nr. | Datum             | Ort            | Disziplin          | Serie                        |
| --- | ----------------- | -------------- | ------------------ | ---------------------------- |
| 1.  | 1. Dezember 2012  | Bozeman        | Sprint klassisch   | US Super Tour                |
| 2.  | 26. Januar 2013   | Minneapolis    | 10 km klassisch    | US Super Tour                |
| 3.  | 10. Januar 2014   | Soldier Hollow | Sprint klassisch 1 | US Super Tour                |
| 4.  | 23. März 2014     | Kincaid Park   | Sprint klassisch   | US Super Tour                |
| 5.  | 4. Januar 2016    | Houghton       | Sprint Freistil 1  | US Super Tour                |
| 6.  | 10. Dezember 2016 | Vernon         | Sprint klassisch   | US Super Tour und Nor-Am-Cup |
| 7.  | 5. Januar 2018    | Anchorage      | Sprint Freistil 1  | US Super Tour                |
| 8.  | 8. Januar 2018    | Anchorage      | Sprint klassisch 1 | US Super Tour                |